# 宜万铁路宜昌长江大桥
宜万铁路宜昌长江大桥位于宜昌市伍家岗区艾家嘴，是宁蓉线宜万段上的一座跨长江的铁路大桥。位于葛洲坝下游，距上游的夷陵长江大桥4.8公里 ，距下游的宜昌长江公路大桥约10公里 。全长2518.71m，按双孔双向通航设计。由中铁大桥局承建，于2004年2月开工建设，2010年建成通车。